# مسابقات قهرمانی کشتی آسیا ۱۹۹۳
کشتی قهرمانی آسیا ۱۹۹۳ نهمین دوره از رقابت‌های قهرمانی آسیا می‌باشد که رویداد آزاد مردان آن از ۱۶ تا ۱۸ آوریل ۱۹۹۳ در اولان‌باتور، مغولستان و رویداد فرنگی مردان آن از ۲۳ تا ۲۵ آوریل ۱۹۹۳ در هیروشیما، ژاپن برگزار گردید.

## جدول مدال‌ها
| رتبه           | کشور           | طلا | نقره | برنز | مجموع |
| -------------- | -------------- | --- | ---- | ---- | ----- |
| ۱              | کرهٔ جنوبی      | ۷   | ۴    | ۱    | ۱۲    |
| ۲              | ایران          | ۶   | ۳    | ۵    | ۱۴    |
| ۳              | مغولستان       | ۲   | ۳    | ۳    | ۸     |
| ۴              | کرهٔ شمالی      | ۲   | ۱    | ۲    | ۵     |
| ۵              | قزاقستان       | ۱   | ۳    | ۳    | ۷     |
| ۶              | چین            | ۱   | ۲    | ۲    | ۵     |
| ۷              | هند            | ۱   | ۰    | ۰    | ۱     |
| ۸              | ژاپن           | ۰   | ۴    | ۴    | ۸     |
| مجموع (۸ کشور) | مجموع (۸ کشور) | ۲۰  | ۲۰   | ۲۰   | ۶۰    |

## رده‌بندی تیمی
| Rank | آزاد مردان | آزاد مردان | فرنگی مردان | فرنگی مردان |
| Rank | تیم        | امتیازات   | تیم         | امتیازات    |
| ---- | ---------- | ---------- | ----------- | ----------- |
| ۱    | ایران      | ۴۸         | کرهٔ جنوبی   | ۹۰          |
| ۲    | مغولستان   | ۴۱         | ایران       | ۷۳          |
| ۳    | کره شمالی  | ۳۱         | ژاپن        | ۷۰          |
| ۴    | کرهٔ جنوبی  | ۲۵         | چین         | ۶۴          |
| ۵    | ژاپن       | ۲۳         | قزاقستان    | ۵۷          |

## خلاصه مدال‌ها

### آزاد مردان
| رویداد | طلا                                     | نقره                                | برنز                                 |
| ۴۸ ک‌گ  | کیم ایل · کرهٔ شمالی                     | Tserenbaataryn Khosbayar · مغولستان | Chen Zhengbin · چین                  |
| ۵۲ ک‌گ  | Luvsan-Ishiin Sergelenbaatar · مغولستان | ری هاک-سون · کرهٔ شمالی              | ناصر زینل‌نیا · ایران                 |
| ۵۷ ک‌گ  | Tserenbaataryn Tsogtbayar · مغولستان    | اویس ملاح · ایران                   | ری یونگ-سام · کرهٔ شمالی              |
| ۶۲ ک‌گ  | Kim Gwang-chol · کرهٔ شمالی              | تاکاهیرو وادا · ژاپن                | علیرضا رضایی‌منش · ایران              |
| ۶۸ ک‌گ  | Ko Young-ho · کرهٔ جنوبی                 | علی اکبرنژاد · ایران                | تاکومی آداچی · ژاپن                  |
| ۷۴ ک‌گ  | بهروز یاری · ایران                      | پارک جانگ سون · کرهٔ جنوبی           | Agvaansamdangiin Sükhbat · مغولستان  |
| ۸۲ ک‌گ  | امیررضا خادم · ایران                    | Bayanmönkhiin Gantogtokh · مغولستان | یانگ هیونگ مو · کرهٔ جنوبی            |
| ۹۰ ک‌گ  | رسول خادم · ایران                       | اسلام بایراموکوف · قزاقستان         | Puntsagiin Sükhbat · مغولستان        |
| ۱۰۰ ک‌گ | عباس جدیدی · ایران                      | Bat-Erdeniin Battogtokh · مغولستان  | Sergey Nepomnyashchiy · قزاقستان     |
| ۱۳۰ ک‌گ | ایوب بنی‌نصرت · ایران                    | Wang Chunguang · چین                | Tsedendambyn Bayarsaikhan · مغولستان |

### فرنگی مردان
| رویداد | طلا                        | نقره                        | برنز                           |
| ۴۸ ک‌گ  | Pappu Yadav · هند          | سیم کوون-هو · کرهٔ جنوبی     | Masatsune Sasaki · ژاپن        |
| ۵۲ ک‌گ  | مین کیونگ-گاب · کرهٔ جنوبی  | Koji Uchi · ژاپن            | Han Sang-jik · کرهٔ شمالی       |
| ۵۷ ک‌گ  | Lee Tae-ho · کرهٔ جنوبی     | Akhmetulla Nurov · قزاقستان | شنگ زتیان · چین                |
| ۶۲ ک‌گ  | احد پازاج · ایران          | Hu Guohong · چین            | Marat Maltekbayev · قزاقستان   |
| ۶۸ ک‌گ  | Kim Young-il · کرهٔ جنوبی   | عبدالله چمن‌گلی · ایران      | Takumi Mori · ژاپن             |
| ۷۴ ک‌گ  | Cha Myung-shin · کرهٔ جنوبی | Hiromichi Ito · ژاپن        | احد جوان‌صالحی · ایران          |
| ۸۲ ک‌گ  | Park Myung-suk · کرهٔ جنوبی | Takahiro Mukai · ژاپن       | Bakhtiyar Baiseitov · قزاقستان |
| ۹۰ ک‌گ  | سرگئی ماتوینکو · قزاقستان  | Eom Jin-han · کرهٔ جنوبی     | Yasutoshi Moriyama · ژاپن      |
| ۱۰۰ ک‌گ | Song Sung-il · کرهٔ جنوبی   | Igor Dupikov · قزاقستان     | جابر عباس‌زاده · ایران          |
| ۱۳۰ ک‌گ | Hu Riga · چین              | Yang Young-jin · کرهٔ جنوبی  | عبدالله عزیزی · ایران          |